# St.-Johannes-Kapelle (Davenstedt)

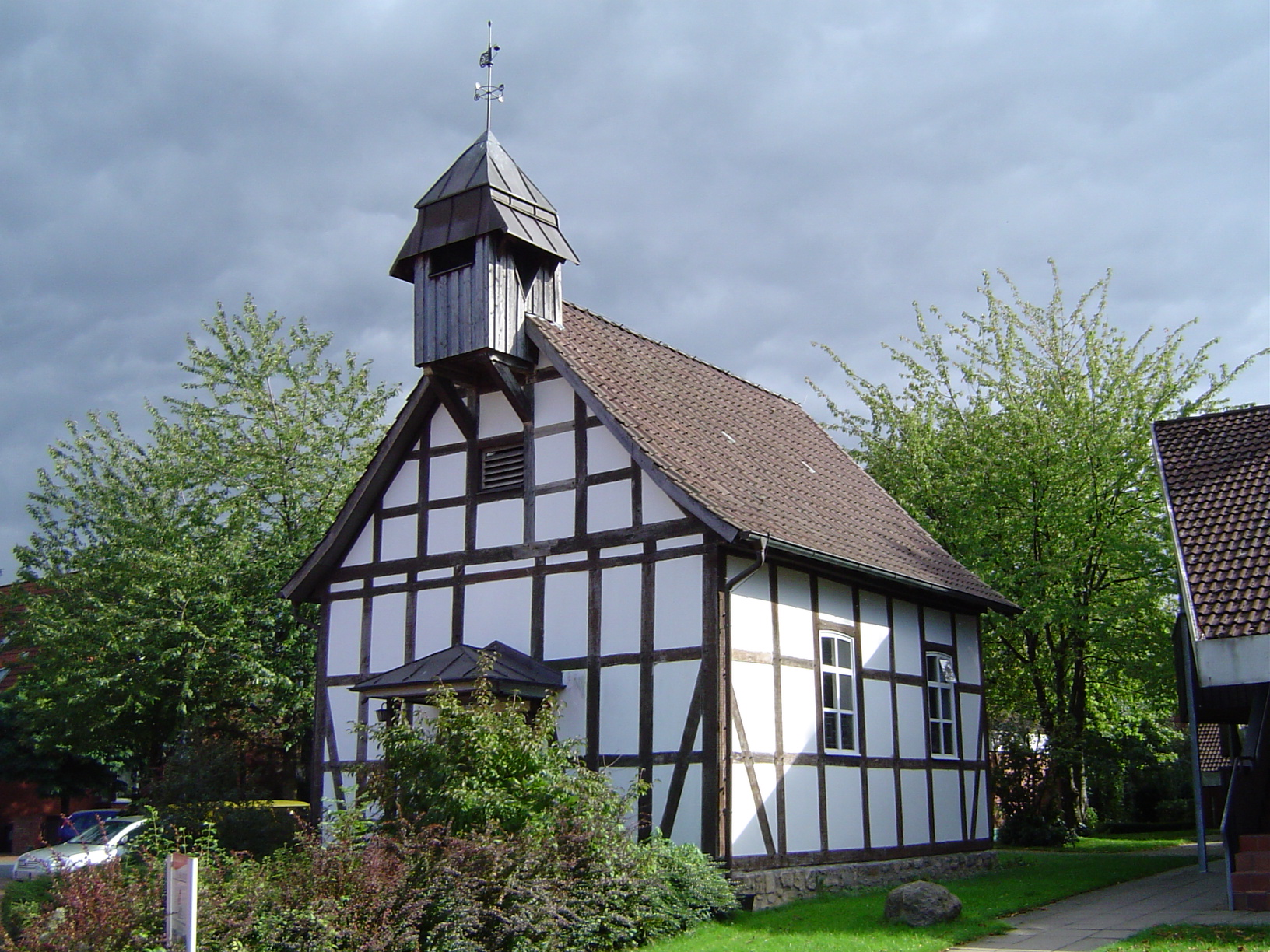
Kapelle St. Johannes in Davenstedt

Die evangelisch-lutherische St. Johanneskapelle ist ein Kirchenbau in Hannover-Davenstedt. Sie gehört zur Evangelisch-lutherischen Kirchengemeinde St. Johannes Davenstedt.

## Bauwerk
Die Kapelle stammt aus dem Jahr 1790 und ist das älteste Gebäude in Davenstedt. Das Fachwerk der Kapelle ist symmetrisch angeordnet. Das rechteckige Gotteshaus steht erhöht auf einem Sockel aus Bruchstein und wird von einem Satteldach geschlossen. An der Nordseite des Daches krönt eine glockenförmige Haube das Gebäude. Die Eingangstür ist stark profiliert und bietet einen Kontrast zur äußerlich schlicht gehaltenen Kapelle. Den Innenraum prägt der Altar mit seinem Aufsatz in barocker Formensprache und dem Adler als Symbol des Evangelisten Johannes. Die Decke ist mit Ranken- und Blumenmalerei gestaltet, in denen die Evangelistensymbole eingearbeitet sind. Die Fenster der Kapelle sind aus Bleiglas und zeigen als Darstellung die Passion Christi. Die Glocke von Johan Meier in Celle stammt aus dem Jahr 1635. Die Vorgängerglocke wurde im Dreißigjährigen Krieg eingeschmolzen, weil aus dem Material Kanonen gegossen wurden. Die Johanneskapelle ist neben der Johanneskirche aus dem Jahr 1989 und der Kapelle in Velber der dritte Sakralbau der Gemeinde.
In der St.-Johannes-Kapelle finden auch kulturelle Veranstaltungen wie Lesungen statt.